# رابرت هانبوری براون
 رابرت هانبوری براون (انگلیسی: Robert Hanbury Brown؛ زاده ۳۱ اوت ۱۹۱۶ درگذشته ۱۶ ژانویهٔ ۲۰۰۲) یک فیزیک‌دان، و ستاره‌شناس اهل بریتانیا بود.